# 平尾正和
平尾 正和（ひらお まさかず）は日本のパーカッショニストおよび小説家。パーカッショニストとしてはインストバンドであるSIBERIAN NEWSPAPER所属。小説家として「ほーち」名義のペンネームも使用する。

## 小説家として
SIBERIAN NEWSPAPERの活動休止中に、ゲームのシナリオライターをやっている弟に仕事の紹介を求めたところ、「小説家になろうで書籍化して出直してこい」と言われたことがきっかけで小説の投稿を始めた。小説家になろうでは思うようにポイントが獲得できず、R18版姉妹サイトであるノクターンノベルズに投稿した作品が人気が出たため、そちらに本腰を入れた。

### 作品
※ 特記のない限りプロフィールページによる。
書籍化された小説
- 『聖騎士に生まれ変わった俺は異世界再生のため子作りに励む』（竹書房ヴァリアントノベルズ）ほーち名義
- 『えっ、転移失敗!? ……成功?』（オシリス文庫、KTCビギニングノベルズ）ほーち名義
- 『アラフォーおっさん異世界へ!! でも時々実家に帰ります』（カドカワBOOKS）
- 『ハズレ赤魔導士は賢者タイムに無双する』（オルギスノベル）ほーち名義[3]
- 『天使をイカせてアイテムゲット!!　絶頂ガチャでダンジョン攻略！』（竹書房ヴァリアントノベルズ）ほーち名義[4]

ゲームシナリオ
- 『魔界ウォーズ』
  - シナリオ「悲劇と喜劇の文禍祭」/「怨念が宿る玩具塔」/「風祭家のお正月」/「極寒のアイスジェネラル」/「魔界一最強決定戦」/「究極至高！　感謝と野望の魚強パフェ」/「交差する!?　アサギ・イン・ワンダーランド」
  - キャラエピソード 「サファイア」/「ヴェルダンディ」/「シシリー」/「ウヌト」